# Weingut Juris
Das Weingut Juris in Gols ist ein österreichisches Weingut im Weinbaugebiet Neusiedlersee im Burgenland.

## Geschichte
In historischen Quellen ist die Familie Stiegelmar bereits 1571 in Gols weinbautreibend nachgewiesen. Georg Stiegelmar zählt zu den Pionieren des burgenländischen Qualitätsweinbaus: Schon 1983 begann er als einer der ersten österreichischen Winzer mit dem Barrique-Ausbau von Rotweinen. Der Name „Juris“ wurde später zur Unterscheidung von gleichnamigen Golser Winzern eingeführt. Seit 1995 wird das Weingut von Axel und Herta Stiegelmar geführt.
Das Weingut ist Mitglied der Renommierten Weingüter Burgenland (RWB) und dreimaliger Sieger des Falstaff-Rotweinpreises. Stiegelmar war „Winemaker of the Year 1995“ der International Wine and Spirit Competition. 2023 wurde Georg Stiegelmar mit dem Großen Goldenen Ehrenzeichen des Landes Burgenlandes ausgezeichnet.

## Das Weingut
Die Rebfläche beträgt 25 Hektar (Stand 2011), wovon 80 Prozent mit roten Rebsorten, hauptsächlich St. Laurent und Pinot Noir bestockt sind. Das Weingut erzeugt eine umfängliche Palette von rund 20 Weinen. An weißen Rebsorten sind Chardonnay und Sauvignon Blanc von Bedeutung. Außerdem werden noch die Sorten Welschriesling, Gelber Muskateller, Bouvier und Grüner Veltliner kultiviert. Die besten Rieden befinden sich an der Geländekante der Parndorfer Platte mit den Lagen „Altenberg“, „Eisgrübel“ und „Edelgrund“. Die bekanntesten Weine sind die Cuvées Ina’mera (Blaufränkisch, Cabernet Sauvignon, Merlot) und St. Georg (St. Laurent und Pinot Noir) sowie die Reserven von St. Laurent und Pinot Noir. Jährlich werden rund 100.000 Flaschen Wein produziert.